# أمينبتين
أمينبتين هو دواء طورته الجمعية الفرنسية للبحوث الطبية في ستينات القرن العشرين، وهو مضاد اكتئاب ثلاثي الحلقات لا نمطي ومثبط انتقائي لاسترداد الدوبامين. والنورإبينفرين لحد أقل مما يعطي تأثيرا مضادا للاكتئاب.
انتجته سرفير وسوقته منذ عام 1978 في فرنسا لكنه سحب من الأسواق في عام 1999 بسبب تأثيره الضار للكبد.
علما أن الدواء لم يحصل على ترخيص إدارة الغذاء والدواء الأمريكية أبدا.

## الأسماء التجارية
- Survector
- Maneon
- Directim
- Neolior
- Provector
- Viaspera